# Samari (Republika Serbska)
Samari (cyr. Самари) – wieś w Bośni i Hercegowinie, w Republice Serbskiej, w mieście Zvornik. W 2013 roku liczyła 230 mieszkańców.